# Caesaraugusta

Caesaraugusta sur le plan de la ville actuelle de Saragosse. Les numéros 1 et 2 délimitent le cardo et le decumanus.
3.- Forum de Caesaraugusta
4.- Port fluvial
5.- Thermes publiques
6.- Théâtre romain de Caesaraugusta
7.- Muraille

Caesaraugusta ou Caesar Augusta est le nom de la ville de Saragosse à l'époque romaine, qui devint une colonie de Rome en 14 av. J.-C., probablement le 23 décembre, sur l'emplacement de la ville ibérique de Salduie. Elle a été fondée dans le cadre de la réorganisation des provinces de l'Hispanie par Auguste après sa victoire dans les guerres cantabres.
La nouvelle cité reçut le nom de Colonia Caesar Augusta où elle eut le privilège d'afficher le nom complet de son fondateur.

## Présentation et histoire

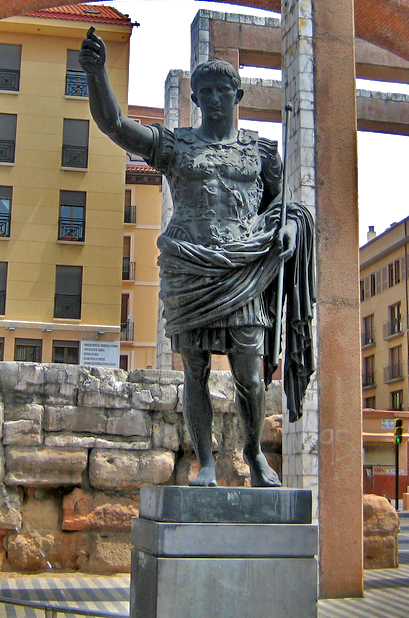
Auguste de Prima Porta en bronze près de la muraille de la Porte de Tolède à Saragosse.

Dès la fondation de la cité, les vétérans des soldats des légions IV Macedonica, VI Victrix et X Gemina sont licenciés après la dure campagne contre les Cantabres, avec le double objectif d'assurer la défense du territoire et de fixer la présence romaine. Caesaraugusta bénéficiait d'un statut qui lui donnait certains privilèges comme le droit de battre monnaie ou d'avoir une exemption de certaines taxes. Les nouveaux citoyens furent affectés à la tribu Aniensis.
Dans le processus de réorganisation des territoires hispaniques, trois provinces sont créées : la Tarraconaise, la Lusitanie et la Bétique et divisées en conventus juridici (districts servant pour des fonctions judiciaires et administratives), où Caesarugusta régie le conventus juridici Cesaraugustano, qui était l'un des plus grands parmi les sept que comptait la province de Tarraconaise. Caesaraugusta a assumé dès le départ le rôle de capitale régionale, en remplacement de la colonie Victrix Ivlia Celsa (aujourd'hui Velilla de Ebro).
L'apogée de la cité se situe au Ier siècle et IIe siècle et durant cette période de nombreux bâtiments publics embellirent la cité, on peut encore aujourd'hui en voir quelques-uns: le forum, le port fluvial (Caesarugusta avait pour rôle la redistribution des marchandises dans toute la vallée de l'Èbre), des thermes publics, le théâtre ou bien encore le premier pont de la cité, situé sur l'actuel site du pont de pierre et il s'agissait probablement d'un mixte entre la pierre et le bois.
L'eau a également joué un rôle décisif dans la conception de Caesaraugusta, tant par son emplacement sur les rives de l'Èbre et sa position sur l'embouchure entre la Huerva et le Gállego, que par son importance pour les complexes systèmes d'irrigation et d'approvisionnement. Près des thermes déjà mentionnés, se situent une multitude de citernes souterraines, de fontaines, d'égouts d'écoulement et divers tronçons de tuyau de plomb et d'assainissement.

## La fondation de la colonie

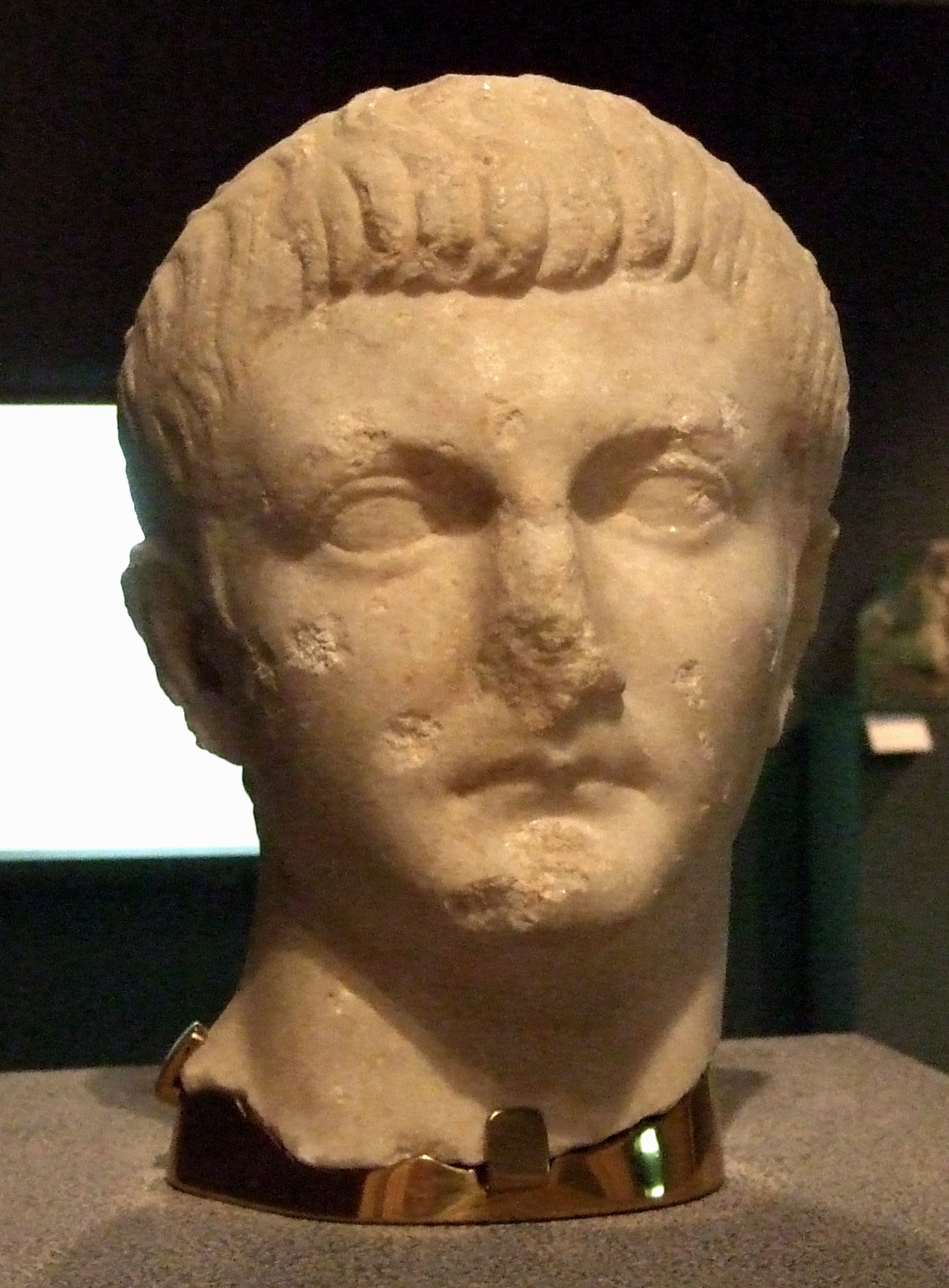
Buste de Julius Caesar Drusus originaire de Caesaraugusta (premier quart du I.

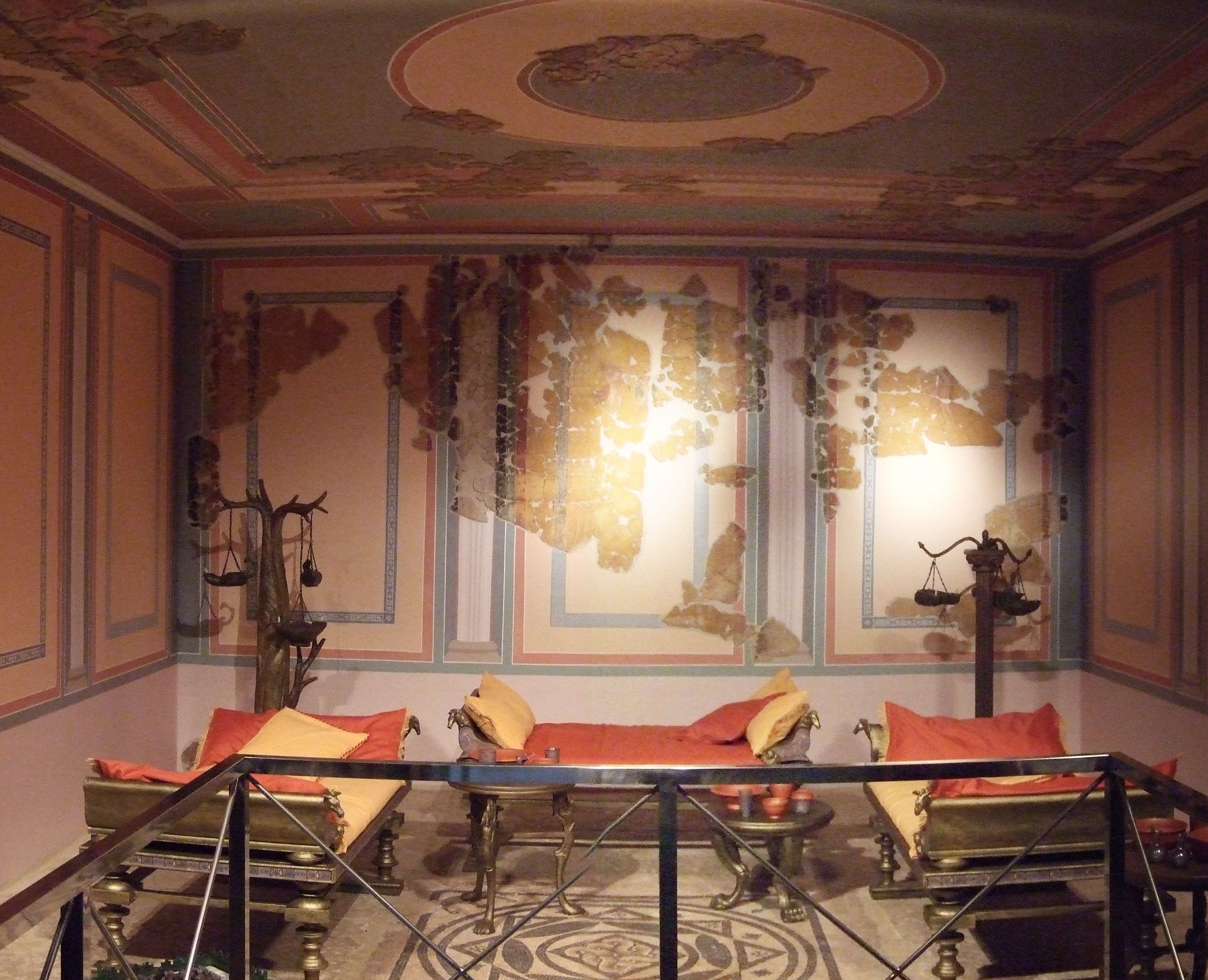
Triclinum de la maison romaine de la rue Añón de Saragosse à l'époque de Claude (milieu du I).

Auguste fonde la colonie probablement en 14 av. J.-C. - bien que d'autres dates soient proposées pour la fondation de la cité, elles se comprennent toutes dans une fourchette allant de 25 av. J.-C. à 12 av. J.-C. - comme colonie romaine où les vétérans des légions qui ont combattu avec Auguste en Hispanie entre 29 et 26 av. J.-C. sont intégrés à la Salduie ibérique, en formant une nouvelle cité coloniale romaine à caractère mixte.
La nouvelle colonie occupait une superficie de 44 hectares, avec une superficie de 900 x 500 m le long de deux axes de la communication: le decumanus maximum et le cardo.
La cité possédait quatre entrées principales, dont l'emplacement a été maintenu jusqu'au XVe siècle, aux deux extrémités du cardo et du decumanus:
- Porte de Tolède : elle était située à l'extrémité ouest du decumanus[1]. Sur cet emplacement, la porte était flanquée de deux tours crénelées, qui resta intact jusqu'à son effondrement en 1848. Les vestiges de ses fondations ont été découverts dans le dernier quart du XXe siècle.
- Porte de Valence : elle se situait à l'extrémité est du decumanus. Une inscription a été trouvée, elle mentionne « Porte Romaine » dans une pierre de taille, elle marquait donc l'emplacement.
- Porte Nord : elle se situait à l'extrémité nord du cardo.
- Porte Cinegia : elle se situait à l'extrémité sud du cardo.

La cité de Caesaraugusta s'est constituée comme la cité la plus influente de la vallée moyenne de l'Èbre, et ses monnayages monétaires se sont répandus dans toute la Tarraconaise, arrivant même à dominer les échanges monétaires dans l'actuelle province de Soria.
Toute la conception de la colonie a été soigneusement planifiée avant la mise en œuvre. La cité est vite dotée d'un pont (probablement en pierre), d'un forum, d'un aqueduc et d'un égout pour évacuer les eaux usées. Toutefois, des études plus récentes confirment l'hypothèse que ces infrastructures (pont, port fluvial, forum, marché) préexistaient à la fondation romaine, bien que de nombreux bâtiments auraient été rénovés et agrandis (comme cela s'est produit avec le forum) sous Tibère. Le pont, le port et les thermes pourraient même faire partie des attributions de la très romanisée Salduie dans années 50-14 av. J.-C.. Si l'on considère cette activité pré-coloniale, les constructions se situant entre 14 av. J.-C. et 14 apr. J.-C. sont donc très limitées jusqu'au règne de Tibère, qui fit construire un théâtre ou bien encore rénover le forum, entre autres.

### Muraille

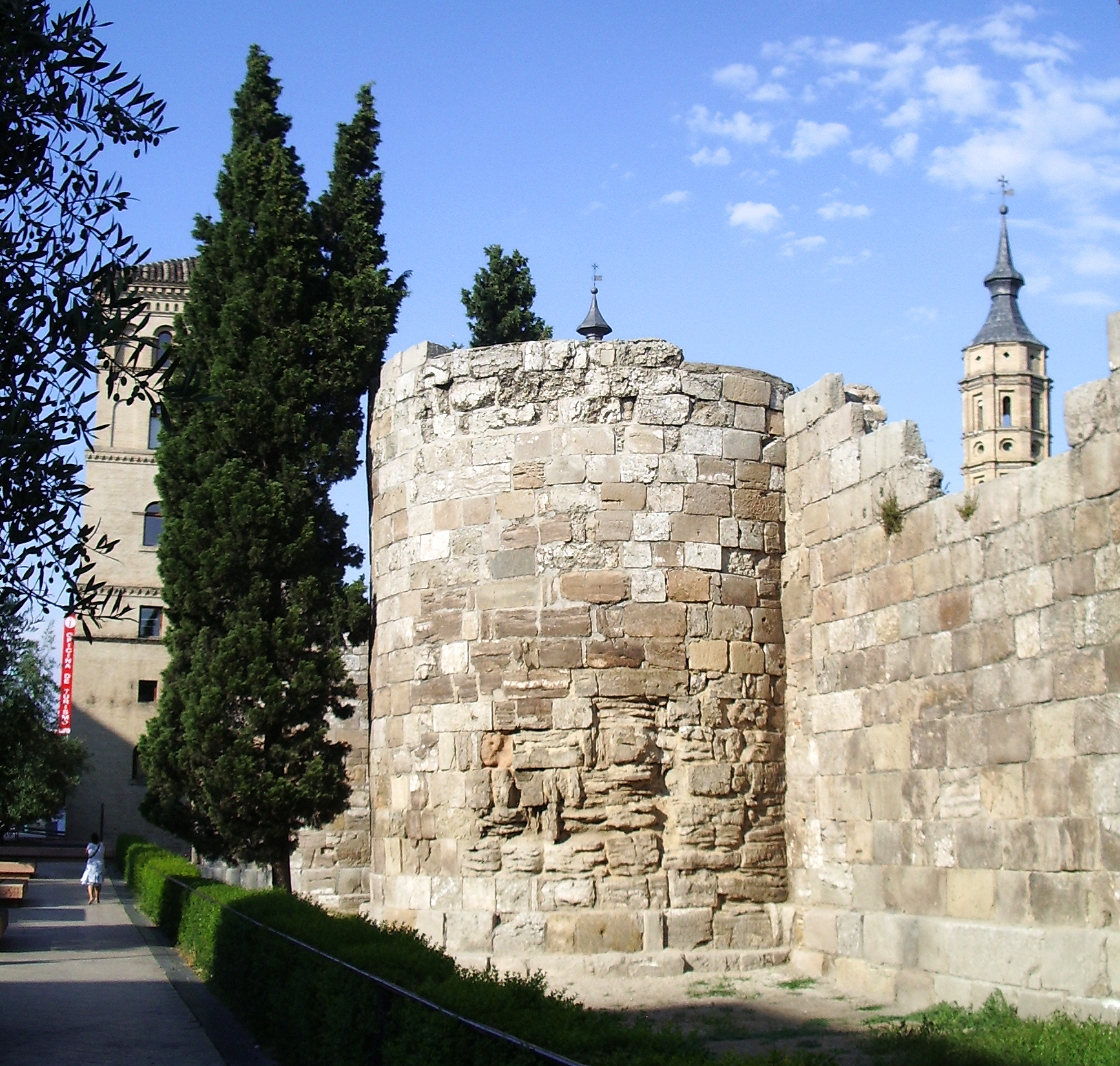
Tracé Nord Ouest de la muraille romaine de Saragosse (III).

Pendants longtemps, l'existence d'une muraille a été donnée comme sûre au début de la colonie ainsi que sa reconstruction au IIIe siècle. Cependant, des restes archéologiques abondants ont été retrouvés au début du XXIe siècle qui permettent d'affirmer sans aucun doute que Caesaraugusta avait une muraille qui entourait le périmètre complet de la cité jusqu'au IIIe siècle.
La découverte en 2000 de la maison romaine de la rue Añón de Saragosse et son implantation dans la zone Est de l'Urbe laissent supposer que l'aire enclose par les murailles de Caesaraugusta (avec la découverte de nouveaux éléments archéologiques) était habitée. Ces dernières découvertes laissent donc supposer que la surface urbaine à l'Est de la cité était beaucoup plus importante que ce que la muraille du IIIe siècle permettait de penser (selon les fouilles de 2003). Après le IIIe siècle, il est donc tout à fait possible que la limite Est de la cité romaine de Caesaraugusta ait manqué d'une enceinte efficace.

### Pont
L'existence d'un pont sur l'Èbre situé à l'emplacement actuel du pont de pierre est documentée par la découverte des tuyaux de plomb qui auraient soutenu le pont et apporté de l'eau potable depuis la rivière Gállego jusqu'à la cité. Il est plus difficile de déterminer si à l'époque romaine le pont était construit en pierre de taille, bien que le prestige de la capitale cesaraugustanaise et la solidité requise pour un aqueduc laissent à penser qu'il s'agissait d'un pont de pierre.

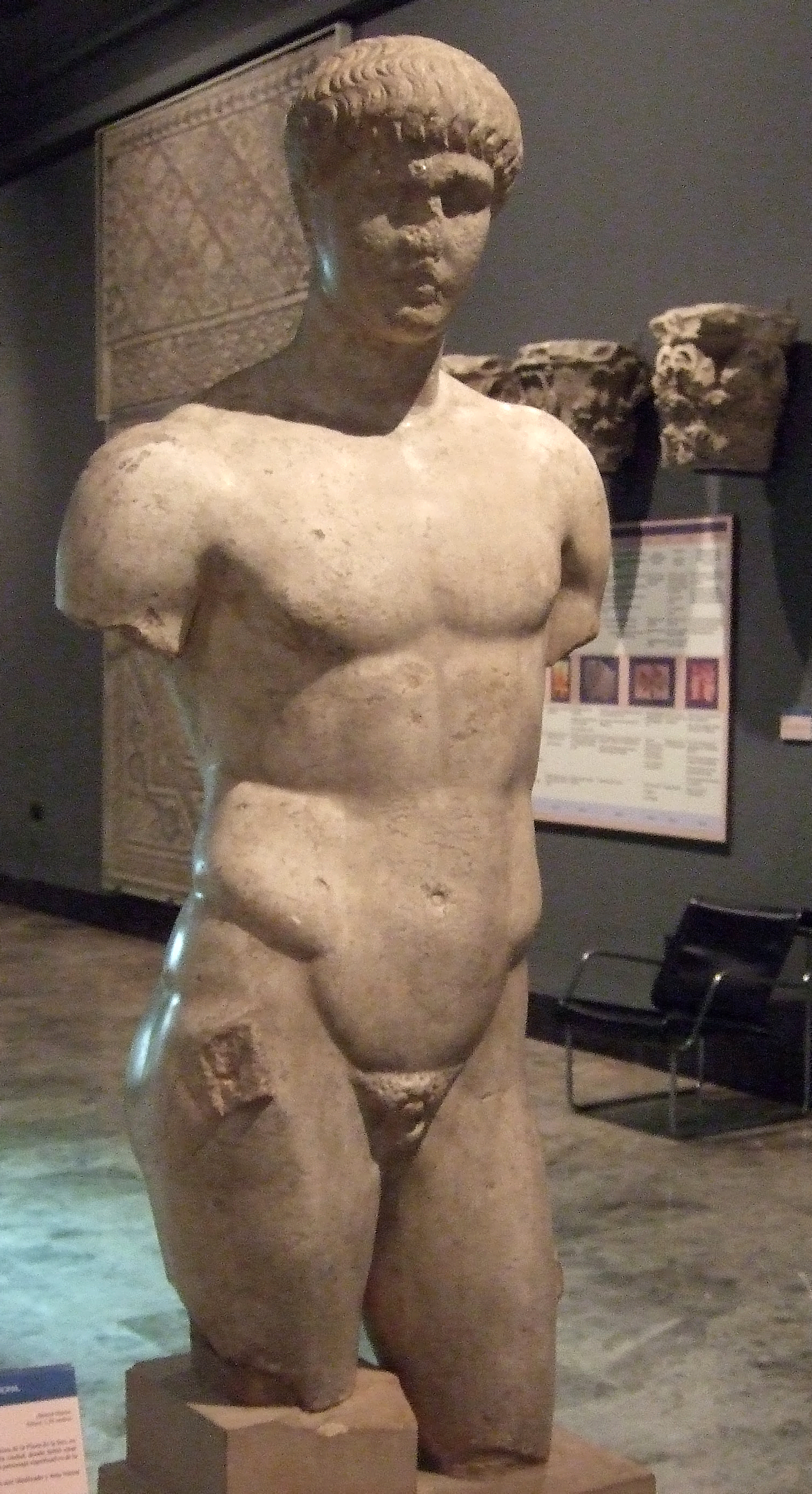
Statue d'un jeune homme (deuxième moitié du I) de la période de Néron ou de Domitien qui a été trouvée sur le forum romain de Caesaraugusta.